# 斯蒂芬·亨德森
斯蒂芬·法蘭西斯·亨德森（英語：Stephen Francis Henderson；1988年5月2日—）是一位愛爾蘭足球運動員。在場上的位置是守門員，現時效力英甲球隊查尔顿。他是在2014年7月21日轉會至查爾頓競技。他也代表愛爾蘭各級國青隊參賽。

## 外部連結
- Stephen Henderson profile at West Ham United F.C.
- 足球数据库：斯蒂芬·亨德森的球员统计数据